# Maurice Greene
Maurice Greene (Kansas City, 23 de julio de 1974) es un atleta estadounidense ganador de la medalla de oro en los 100 metros lisos durante los Juegos Olímpicos de Sídney 2000.

## Trayectoria
Su entrenador desde 1996 fue John Smith. Entrenaba junto a Ato Boldon y John Drummond en Los Ángeles.
En su momento, fue el atleta que más veces había bajado de 10 segundos en la prueba de los 100 metros.[cita requerida] Primer atleta en lograr el doblete 100-200 metros en unos mundiales, en Sevilla '99. Primer atleta en bajar de 9,80 en los 100 m.
Su marca personal en los 100 metros es 9,79 s, lograda en el mitin de Atenas del año 1999 que fue plusmarca mundial, hasta que fue superada en 2002 por su compatriota Tim Montgomery, aunque fue posteriormente anulada por su dopaje y así la corona mundial devuelta a él de nuevo durando varios años hasta la aparición legal de los jamaicanos Powel 9,74 (este daría dopaje años después) y Bolt 9,72, pues Nesta Carter 9,78 también vio invalidada su marca.
Estableció el antiguo  récord mundial de 60 metros lisos logrado el 3 de febrero de 1998 en Madrid con un tiempo de 6,39 segundos que fue capaz de repetir en otra ocasión. También tuvo registros por debajo o igual de los 6,42, siendo el ser humano que en más ocasiones lo ha hecho.
Los frecuentes problemas físicos durante sus últimos años de carrera propiciaron su retirada, ya que no pudo tener la continuidad necesaria en los entrenamientos para cumplir su sueño de ir a los Juegos de Pekín donde hubiera recibido el relevo generacional in situ, pasando metafóricamente el testigo de hombre más rápido del mundo de las 2 pruebas reinas de la velocidad y el atletismo, y podría haber estado en la fantástica final de esos juegos donde Usain Bolt rebajó el récord mundial de 100 m a 9,69 s y la final de 200 m a 19,30 s donde su compatriota Michael Johnson era eliminado de la lista como el hombre más rápido del doble hectómetro.

### Después de correr
El 4 de febrero de 2008, Greene anunció en Pekín su retirada del atletismo, alegando molestas lesiones y el deseo de ver triunfar a nuevas personas en este deporte. Greene declaró que espera dedicarse al entrenamiento y a los negocios.
En abril de 2008, el New York Times informó de que Greene había pagado 10.000 dólares al lanzador de disco mexicano Ángel Guillermo Heredia, que, según Heredia, se los había dado a cambio de drogas para mejorar su rendimiento. Greene admitió haberse reunido con Heredia y haber efectuado el pago, pero afirmó que era habitual que pagara «cosas» a otros miembros de su grupo de entrenamiento, y reiteró que nunca había consumido drogas prohibidas.
Greene participó en la séptima temporada de Dancing with the Stars, en la que formó pareja con la bicampeona Cheryl Burke. Fue eliminado en la octava semana de la competición, quedando en quinto lugar. Más tarde colaboró en el concurso de bailarines profesionales y bailó un tango con la futura ganadora, Anna Demidova. Greene también apareció en la serie de televisión estadounidense Blind Date, donde formó pareja con una mujer llamada Christie. Greene y Christie acordaron que volverían a verse.
Tiene un tatuaje en el que se lee GOAT en referencia a su pretensión de ser «El mejor de todos los tiempos».